# Grabhügel von Elmelunde

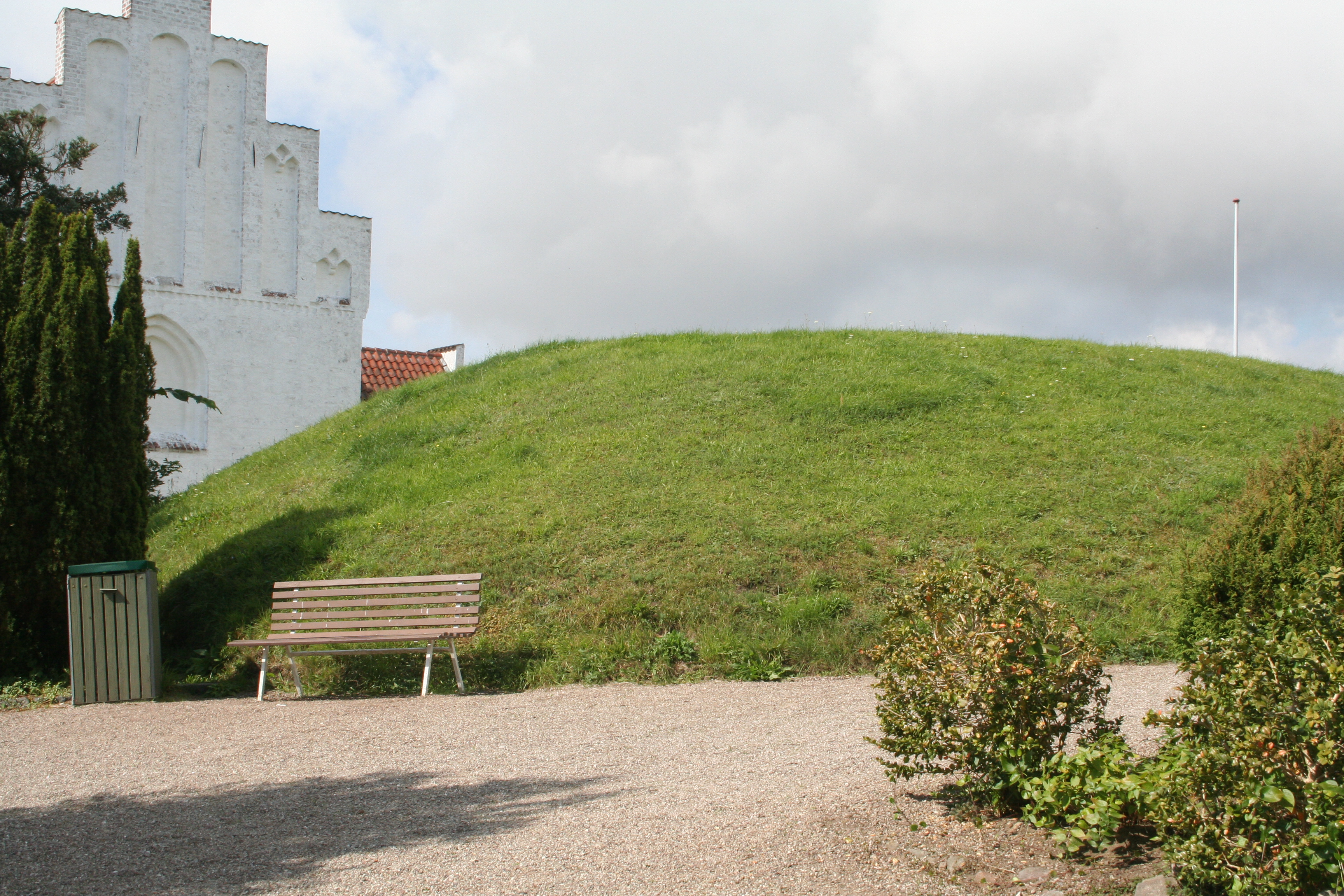
Grabhügel von Elmelunde

Karte

Auf dem Friedhof, östlich der Kirche liegt der 3,0 m hohe Grabhügel von Elmelunde mit 20,0 m Durchmesser. Er wurde nie untersucht, weshalb ein genaues Datum unbekannt ist. Die Elmelunde-Kirche stammt von 1085 und ist die älteste Steinkirche auf der Insel Møn in Dänemark.
Die Verbindung zwischen vorzeitlichen Gräbern und späteren Kirchen ist von etwa 100 dänischen Kirchen bekannt – z. B. Rimsø und Krogsbæk. Traditionell wahrgenommen werden die großen Grabhügel an Kirchen wie bei Jelling als wikingerzeitliche Hügel. Ausgrabungen wie die des Hohøj bei Mariager haben gezeigt, dass die Großhügel aus der Bronzezeit stammen. Der Grabhügel von Elmenlunde liegt 40 m über dem Meeresspiegel und es kann davon ausgegangen werden, dass er in der frühen Bronzezeit (um 1700 v. Chr.) errichtet wurde.
Die Verbindung zwischen Grabhügel und der Kirche in Elmelunde steht für die ununterbrochene Nutzung des Ortes in heidnischer und christlicher Zeit. Als der christliche Glaube am Ende der Wikingerzeit (800–1050 n. Chr.) in Dänemark eingeführt wurde, war der Hügel schon seit fast 1000 Jahren auf dem Gelände. Seine Funktion als Grab und Versammlungsstätte war bekannt und er wurde in der Eisenzeit vielleicht auch in Form von Nachbestattungen im alten Hügel verwendet, wie es häufig bei den großen Hügeln der Bronzezeit der Fall ist.
In der Wikingerzeit wurden die ersten einfachen Kirchen gegründet. Die Kirche in Elmelunde hat vielleicht einen hölzernen Vorgänger wie die in Lisbjerg in der Nähe von Aarhus und Hørning in Jütland, wo einfache Holzkirchen durch robuste romanische Steinkirchen ersetzt wurden.
Die Elmelunde-Kirche hat einige der schönsten Deckengemälde in Dänemark. Sie wurden um 1500 vom Elmelunde-Meister gemalt, der auch die Kirchen von Keldby und Fanefjord ausschmückte. Die Gemälde wurden 1885 entdeckt und 1887 freigelegt.